# Телешов, Иван Иванович
Телешов, Иван Иванович (возможно написание Телешев) - дьяк, думный дьяк (1520), дипломат на службе у московских князей Ивана III и Василия III.

## Служба у Ивана III
В 1500 г. был послан Иваном III литовскому князю Александру объявить, что Семён Стародубский и Василий Рыльский со своими вотчинами перешли под власть Московского князя и будут под его защитой. Вместе с тем он должен был вручить "складную грамоту", в которой Иван объявлял Александру войну в связи с преследованиям православных.
В 1502 г. вместе с князем Василием Ноздроватым-Звенигородским (В.В. Похлебкин указывает не Василия Ивановича, а его старшего брата Ивана Ивановича Звенец-Звенигородского) ездил в Казань для ареста хана Абдул-Латифа, низложенного в результате переворота подготовленного Кель-Ахмедом. Был заключен мирный договор с Казанским  ханством, подписанный Телешовым и Кель-Ахметом. Абдул-Латиф был сослан в Белоозеро, а на престол повторно возведен Мухаммед-Эмин.

## Служба у Василия III
В 1510 году участвовал в походе Василия III на Псков.
В 1514 г. участвовал в приёме турецкого посла Камала. В 1515 году ездил в Казань уладить вопрос о престолонаследии после Мухаммед-Эмина. После смерти Мухаммед-Эмина в 1518 году снова ездил в Казань решать вопрос о наследнике и вернулся в Москву с Казанским посольством. Переговоры привели к утверждению на троне хана Шах-Али.
В 1517 году участвовал в расследовании обвинения Василия Ивановича Шемячича в измене по доносу Семёна Стародубского.
С 1520 года - думный дьяк, в документах его имя указывалось впереди других думных дьяков. Осуждал развод Василия III  и его брак с Еленой Глинской, за что подвергся опале, которая была снята в 25 августа 1530 года по поводу рождения Ивана Грозного.